# Sovepose
 Der er for få eller ingen kildehenvisninger i denne artikel, hvilket er et problem. Du kan hjælpe ved at angive troværdige kilder til de påstande, som fremføres i artiklen.

En sovepose er en form for dyne, syet sammen i form som en pose, til, som navnet siger, at sove i. Den bruges i udstrakt grad fortrinsvis som soveudstyr til rejser eller ture. For eksempel backpacking, lejrture og/eller friluftsliv.

## Typer
Der findes forskellige typer soveposer egnet til forskellige vejrmæssige forhold, køn, alder og størrelse. Moderne soveposer er som regel figursyede i form som såkaldte mumiesoveposer der slutter tæt til og dækker hele kroppen, dog med ansigtet frit. Det kan dog også være simple dyner der bare har en lynlås for at kunne lukke dem til en pose. En sovepose kan være uden eller med lynlås i forskellige længder for lettere adgang og udluftning. Såkaldte "quilts" har en form som en slags overdække for kroppen, med fødderne omsluttet, men uden ryg, hoveddække og lynlås. Der findes også soveposer der udelukkende dækker benene, hvor overkroppen og hoved så dækkes af tøj, for eksempel en isolerende jakke og hue. Nogle typer kan lynes sammen til én stor pose med højre/venstre lynlåse, eller være deciderede tomandsposer så brugerne indbyrdes sørger for varme.

## Konstruktion
Soveposer kan have vidt forskellige udformninger og konstruktion og kan være lavet af forskellige materialer. Den yderste og inderste skal kan være lavet af materialer som pels fra dyr, bomuld, polyester, nylon og andet. Isoleringsmaterialet kan være henholdsvis af enten pels fra dyr, vatering, syntetisk fiberfyld eller fyld af fugledun. En moderne type er som regel lavet af polyester og/eller nylon og/eller bomuld, med isolering af enten syntetiske fibre eller dun, som kan gøre dem lettere, hvilket er praktisk alt efter transportform. Isoleringmeterialet kan enten være syet på selve skaldelen, når det er syntetiske fibre, eller indsyet i kamre inde i yderlaget, når det er dun.

## Funktion
En sovepose anvendes typisk ved overnatning udendøre, men kan dog også bruges indendørs. En soveposes isolation fungerer ved at det isolerende fyld hindrer/mindsker varmetabet. På den måde kan posen holde på varmen som kroppen udsender. Jo bedre isolation jo bedre kan soveposen klare kolde udenoms temperaturer. Da det er kroppen der opvarmer posen er dette dog individuelt. For eksempel er kvinders varmeudstråling mindre end mænds, så den samme pose vil sandsynligvis ikke give de samme forhold for forskellige mennesker grundet forskellig metabolisme. Ud fra tykkelse eller den individuelle soveposes temperaturangivelse kan det estimeres under hvilke temperaturer den skal kunne bruges. Dette er dog vidt forskelligt for forskellige isoleringstyper og brugeren selv og kan derfor være svært at forudse uden forudgående erfaring.
Er vejret varmere end soveposens tiltænkte isolationsevne/varme-rate, kan varmen ledes meget dårligt og give bagslag. Især i koldere egne. En sovepose kan derfor have en modsat afkølende effekt. For eksempel; er en soveposes komforttemperatur sat til at kunne klare -40° Celsius og lufttemperaturen kun er -10° Celsius vil der danne sig en kuldebro, fordi kroppen ikke genererer nok varme til at opvarme hele det isolerende fyldmateriale.
En soveposes isoleringevne er afhængig af typen af isolering og dens fyldmængde. Isoleringevnen indeles som oftest i rater for hver enkelt slags pose. For eksempel:
1. Komforttemperatur: Indikerer den nedre og øvre temperatur der er det optimale normalområde for soveposens funktionsområde.
2. Ekstremtemperatur: Indikerer den nederste grænse af brugerens velbefindende eller overlevelse (i kulde) for soveposens funktionsområde.

## Transport
Soveposen kan stoppes i en transportpose for nemmere transport ved mindre fylde, en såkaldt kompressionspose. Når en sovepose pakkes sammen til transport bør den ikke rulles sammen, da dette kan sammenpresse isolerings-fyldet og dermed ødelægge det, ved at soveposen altid ligger pakket sammen på den samme måde og dermed har de samme slidpunkter. Det er også lettere at stoppe den i end at skulle rulle den sammen, specielt under kolde forhold. 

## Opbevaring
En god måde at opbevare soveposer på, hvis man ønsker at bevare sin sovepose længst muligt, er at den ikke bør opbevares i transportposen når den ikke skal bruges i længere tid. En sådan opbevaring vil med tiden ødelægge fyldet i den, ved at fyldet ikke kan udvide sig igen i samme grad og dermed ikke kan indeholde den samme mængde luft der skal holde på varmen i soveposen. Derfor er det vigtigt at den pakkes løseligt i en stor plastiksæk, netpose, dynebetræk eller lignende, eller hænges op på en bøjle. Nogle soveposer har en medfølgende stofsæk til at opbevare den i.